# Nelson (Nou Hampshire)
Nelson és una població dels Estats Units a l'estat de Nou Hampshire. Segons el cens del 2000 tenia 634 habitants.

## Demografia
Segons el cens del 2000, Nelson tenia 634 habitants, 247 habitatges, i 162 famílies. La densitat de població era d'11,2 habitants per km².
Dels 247 habitatges en un 33,6% hi vivien nens de menys de 18 anys, en un 59,5% hi vivien parelles casades, en un 4% dones solteres, i en un 34,4% no eren unitats familiars. En el 26,3% dels habitatges hi vivien persones soles el 6,5% de les quals corresponia a persones de 65 anys o més que vivien soles. El nombre mitjà de persones vivint en cada habitatge era de 2,57 i el nombre mitjà de persones que vivien en cada família era de 3,19.
Per edats la població es repartia de la següent manera: un 27,1% tenia menys de 18 anys, un 6,2% entre 18 i 24, un 29,7% entre 25 i 44, un 26,3% de 45 a 60 i un 10,7% 65 anys o més.
L'edat mediana era de 39 anys. Per cada 100 dones de 18 o més anys hi havia 101,7 homes.
La renda mediana per habitatge era de 41.250$ i la renda mediana per família de 59.464$. Els homes tenien una renda mediana de 40.577$ mentre que les dones 25.000$. La renda per capita de la població era de 31.625$. Entorn del 9,2% de les famílies i el 12,2% de la població estaven per davall del llindar de pobresa.